# Drahotínský les
Drahotínský les je přírodní rezervace ev. č. 1048 poblíž obce Drahotín v okrese Domažlice. Oblast spravuje Agentura ochrany přírody a krajiny ČR. 
Drahotínský les je přírodní rezervace v okrese Domažlice v Plzeňském kraji. Rozkládá se na území Drahotína, Hvožďan a Poběžovic, asi 1,2 km jihovýchodně od Drahotína. Chráněné území o rozloze 14,43 ha se prakticky celá rezervace překrývá se stejnojmennou evropsky významnou lokalitou o rozloze 16,24 ha, s výjimkou úzkého pruhu na východě území. Důvodem ochrany je kriticky ohrožený druh kapradiny sleziník nepravý (Asplenium adulterinum) a společenstva druhů vázaných na hadce.

## Přírodní poměry
Chráněné území se nachází v geomorfologickém celku Podčeskoleská pahorkatina.
Z horninového podloží vystupuje podél tektonické struktury Českého křemenného valu skalní hřbet metamorfované horniny hadce. Skalky dosahují výšky okolo 6 metrů. V severní části rezervace je malý opuštěný lom, kde doba opuštění lomu není známá. Jediná zmínka o lomu je z roku 1971. Nepravidelná těžba hadce byla prováděna za účelem stavby a oprav místních silnic.

### Flora a fauna
Celé území rezervace je porostlé lesem, ve kterém převládá borovice lesní, která tvoří 60 % zastoupení skladby lesa, menší rozsah tvoří smrk ztepilý a modřín opadavý.
Z kriticky ohrožených druhů rostlin roste v rezervaci sleziník nepravý (Aspleinum adulterinum), ze silně ohrožených sleziník hadcový (Asplenium cuneifolium), z ohrožených zimostrázek alpský (Polygala chamaebuxus) a prha arnika (Arnica montana).
Ze silně ohrožených druhů živočichů zde žije ještěrka obecná (Lacerta agilis) a slepýš křehký (Anguis fragilis).

## Galerie

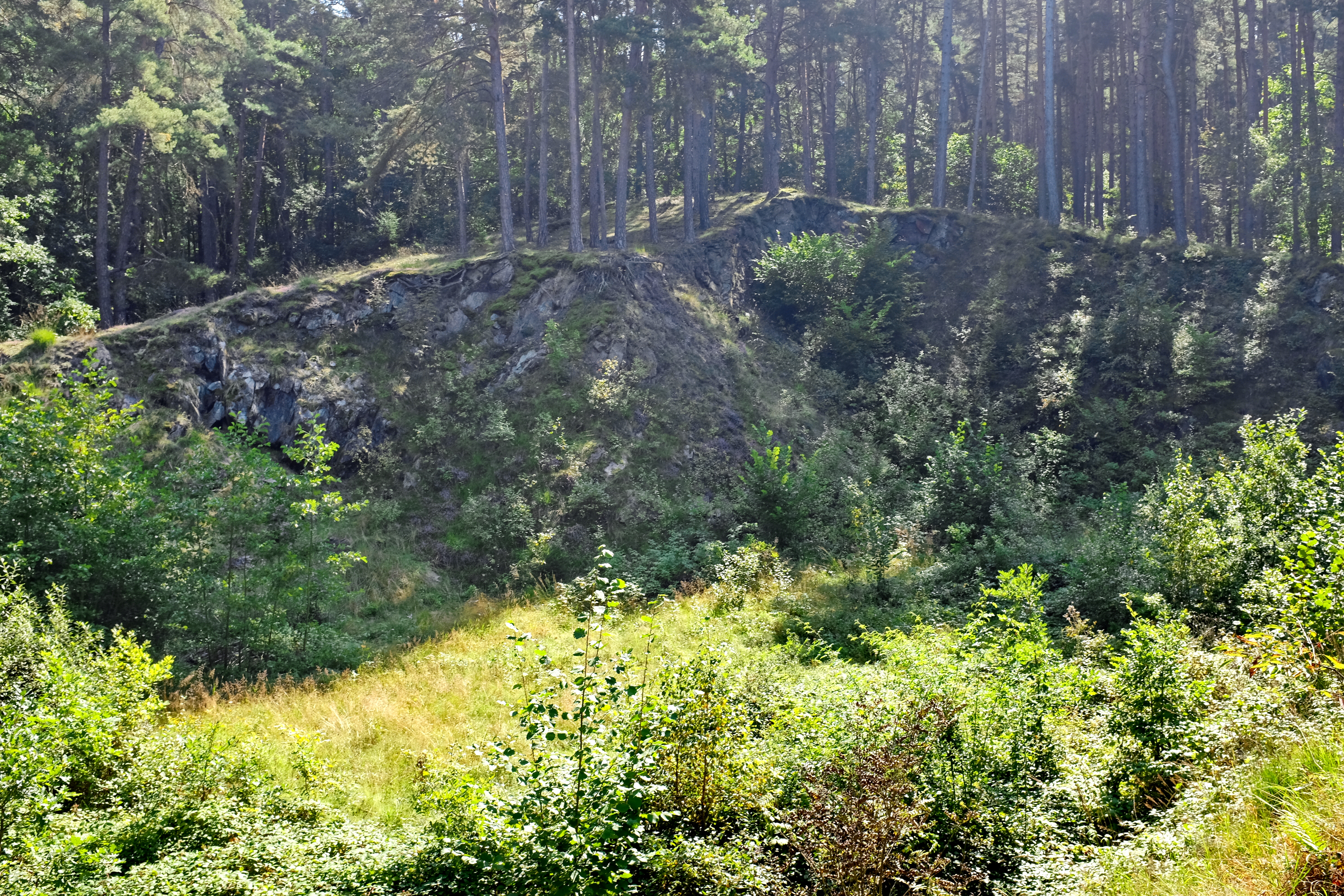
Opuštěný hadcový lom
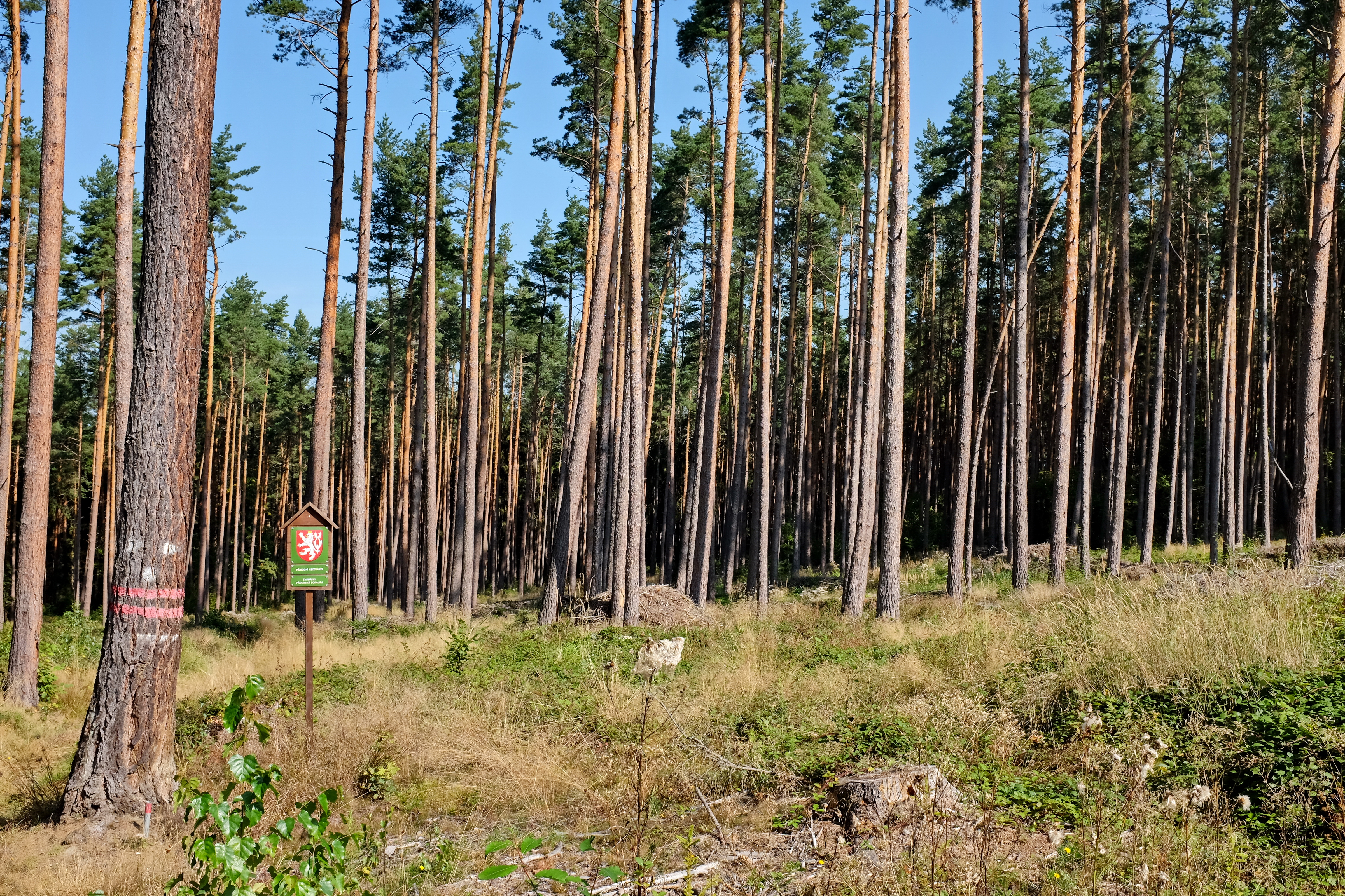
Západní okraj
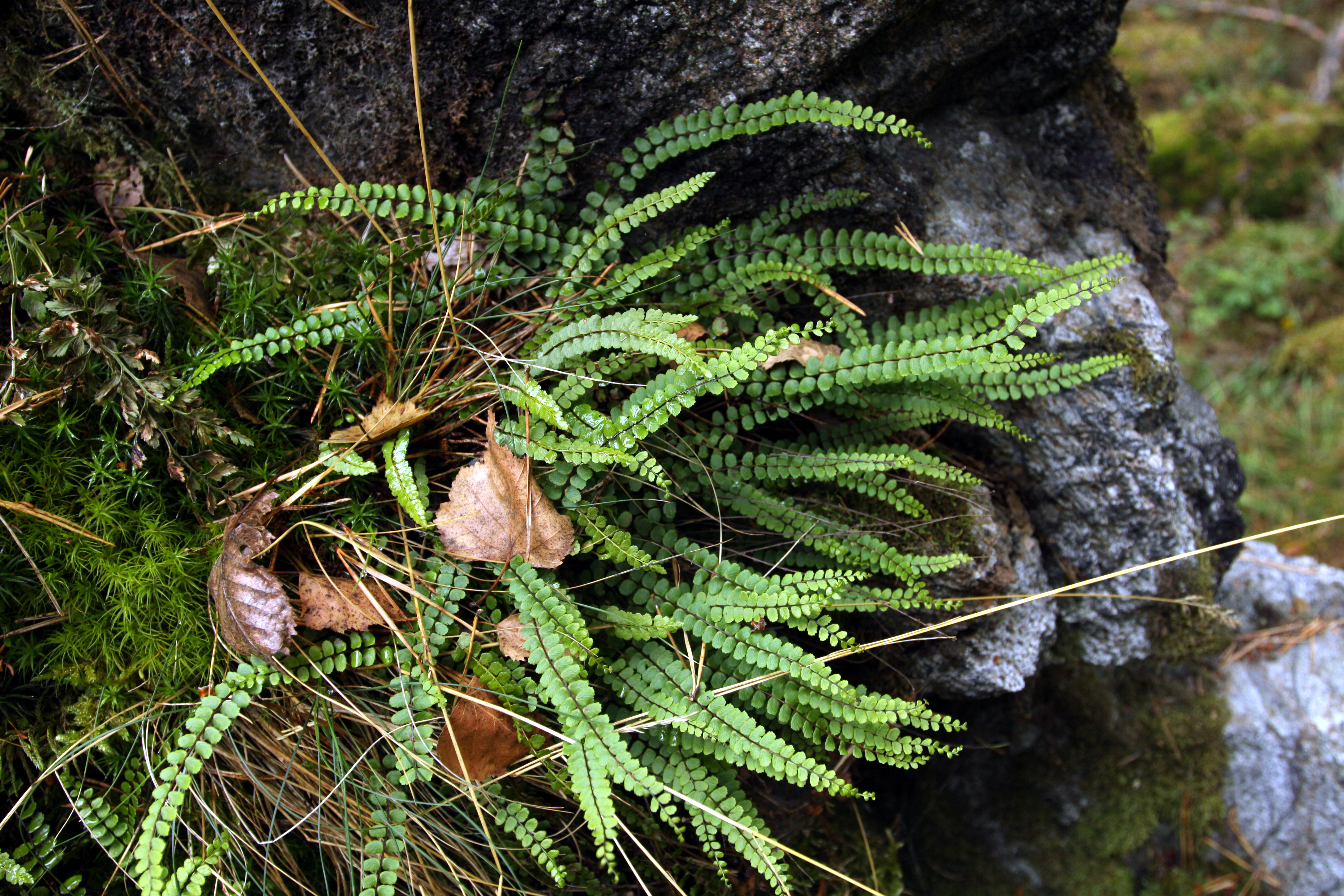
Sleziník nepravý